# Material augético

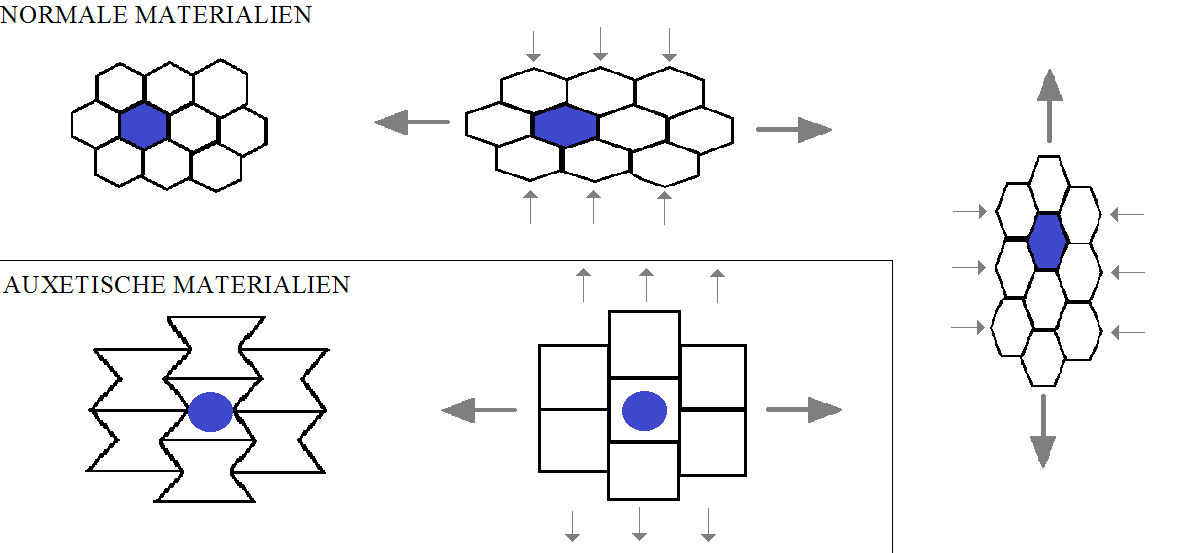

Un material augético (del griego auxein 'expandirse') es un material con coeficiente de Poisson negativo.

## Introducción
Las restricciones termodinámicas de los sólidos deformables establecen que un material isótropo debe tener un coeficientes de Poisson comprendido en el rango {\displaystyle -1\ \leq \ \nu \ <\ 0,5}. Por tanto, aunque la mayoría de materiales tienen coeficientes de Poisson estrictamente positivos {\displaystyle 0\ \leq \ \nu \ <\ 0,5}, termodinámicamente es posible un coeficiente de Poisson negativo. De hecho, los materiales augéticos con coeficientes de Poisson negativo conocidos se agrupan en tres categorías:
- Cristales, como las zeolitas, que manifiesta propiedades augéticas en escalas microscópicas.
- Espumas poliméricas, como el teflón PTFE, que bajo ciertos tratamientos mecánicos y térmicos puede mostrar un comportamiento augético.
- Las fibras utilizadas en composites

El funcionamiento de estos materiales augéticos se explica a nivel microestructural.

## Enlaces
- (Inglés) Materiales Augéticos

- Datos: Q789683